# Ронко-Канавезе
Ронко-Канавезе (італ. Ronco Canavese, п'єм. Ronch) — муніципалітет в Італії, у регіоні П'ємонт,  метрополійне місто Турин.
Ронко-Канавезе розташоване на відстані близько 570 км на північний захід від Рима, 50 км на північ від Турина.
Населення — 316 осіб (2014).
Щорічний фестиваль відбувається останньої неділі липня. Покровитель — San Giusto.

## Демографія
Населення за роками:

Станом на 1 січня 2023 року в муніципалітеті офіційно проживало 13 іноземців з 4 країн, серед них 10 громадян країн Євросоюзу.

## Сусідні муніципалітети
- Коньє
- Інгрія
- Локана
- Понт-Канавезе
- Рибордоне
- Спароне
- Траверселла
- Вальпрато-Соана